# جون غيلبرت بيكر
جون غيلبرت بيكر (1834-1920) (بالإنجليزية: John Gilbert Baker)‏ هو عالم نبات بريطاني.